# Isabel (Leyte)
Isabel (Bayan ng Isabel) är en kommun i Filippinerna. Kommunen ligger på ön Leyte, och tillhör provinsen Leyte. Folkmängden uppgår till 38 486 invånare.

## Barangayer
Isabel är indelat i 24 barangayer.
| - Anislag - Antipolo - Apale - Bantigue - Binog - Bilwang - Can-andan - Cangag - Consolacion - Honan - Libertad - Mahayag | - Marvel (Pob.) - Matlang - Monte Alegre - Puting Bato - San Francisco - San Roque - Santa Cruz Relocation - Santo Niño (Pob.) - Santo Rosario - Tabunok - Tolingon - Tubod |